# Vasúttörténeti Park

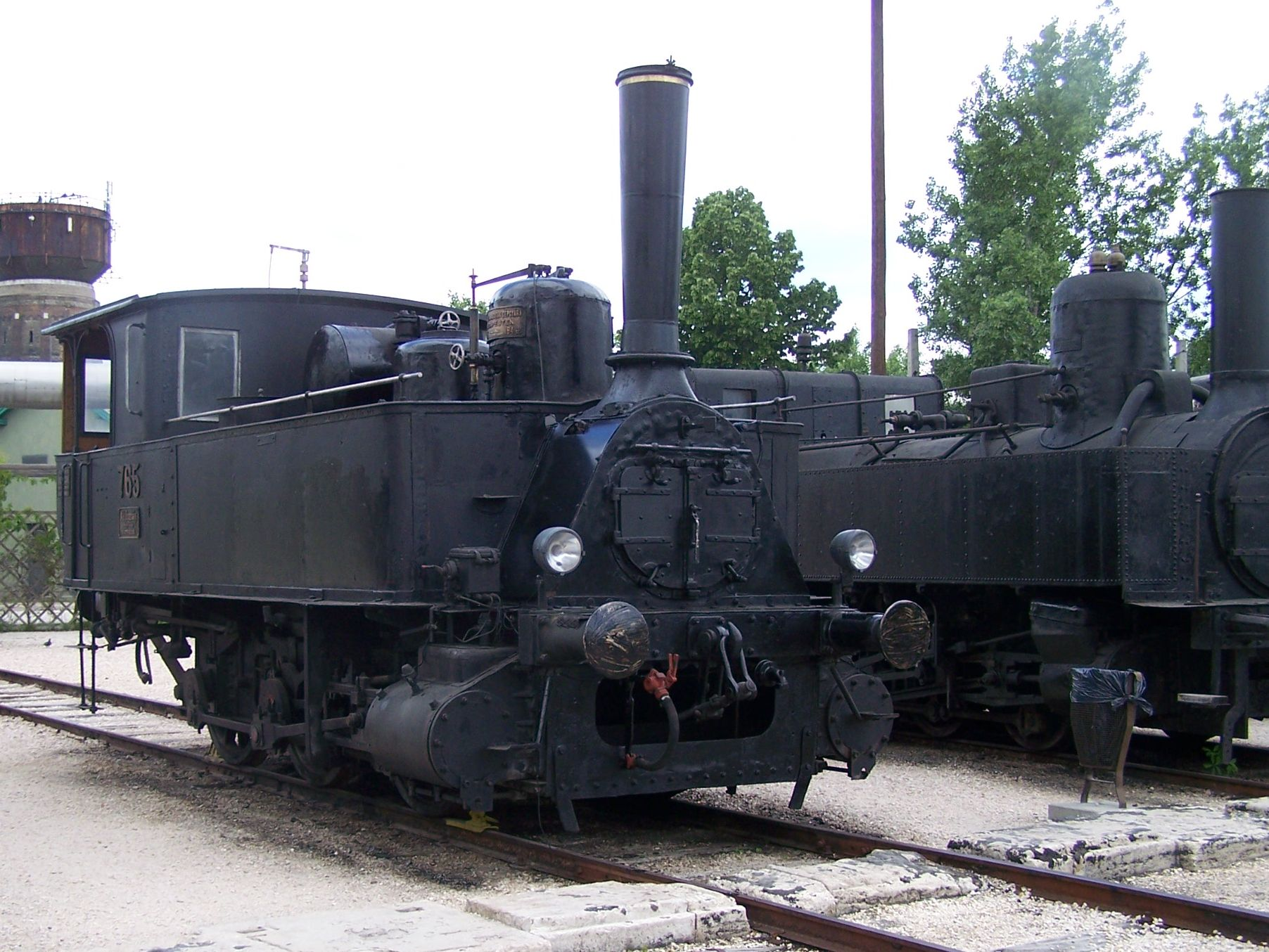
Een MÁV 377 in het Vasúttörténeti Park.

Het Vasúttörténeti Park is een treinmuseum in Boedapest, Hongarije. Het bevindt zich in het noorden van Boedapest op een voormalig treindepot van de Hongaarse spoorwegmaatschappij MÁV. Het park beslaat meer dan 70.000 vierkante meter en er staat allerlei spoorwegmaterieel, zoals passagierswagons en locomotieven. Ook is er een gebouw met miniatuurtreinen.
Het museum werd geopend op 14 juli 2000.

## Afbeeldingen

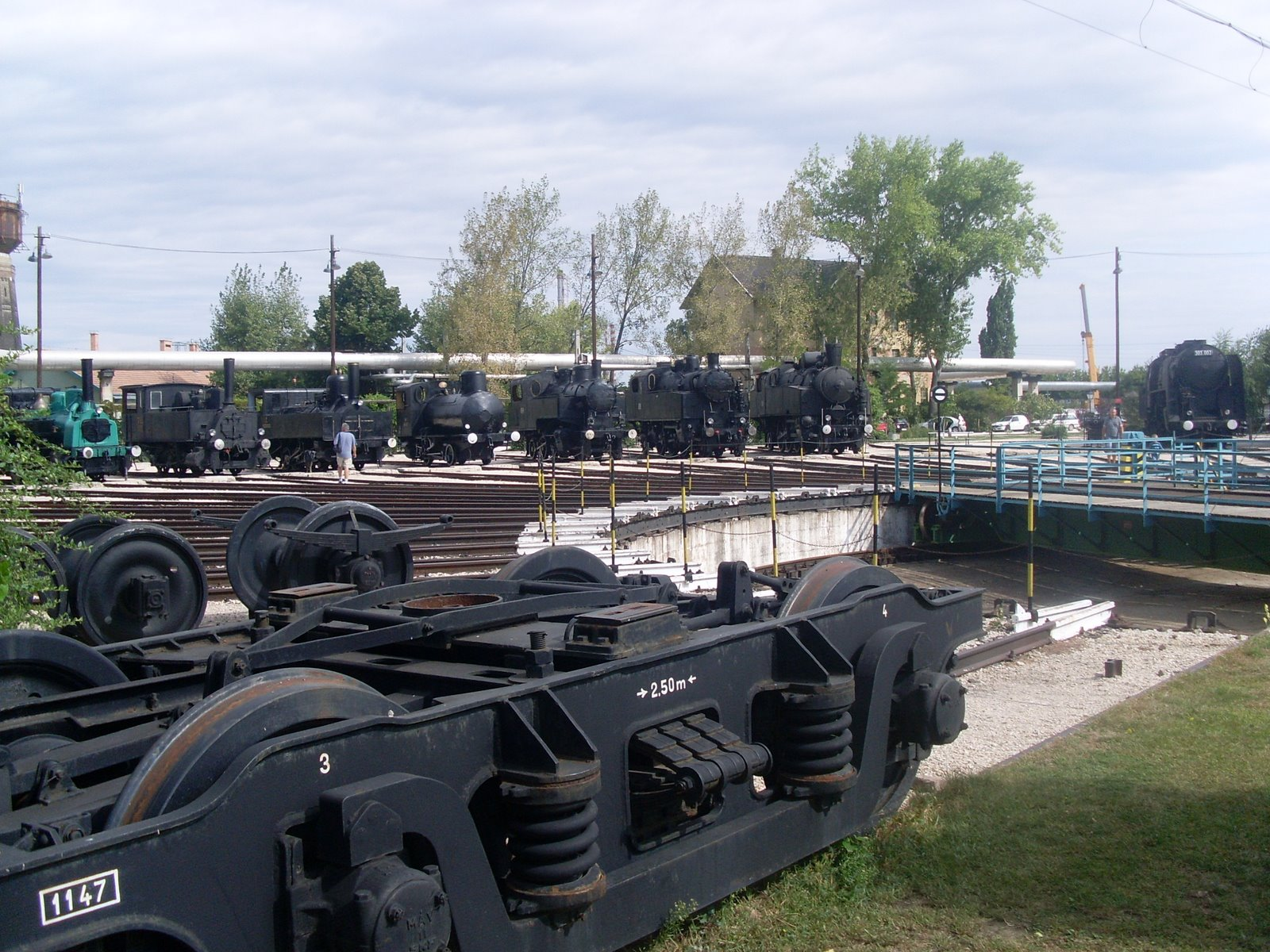
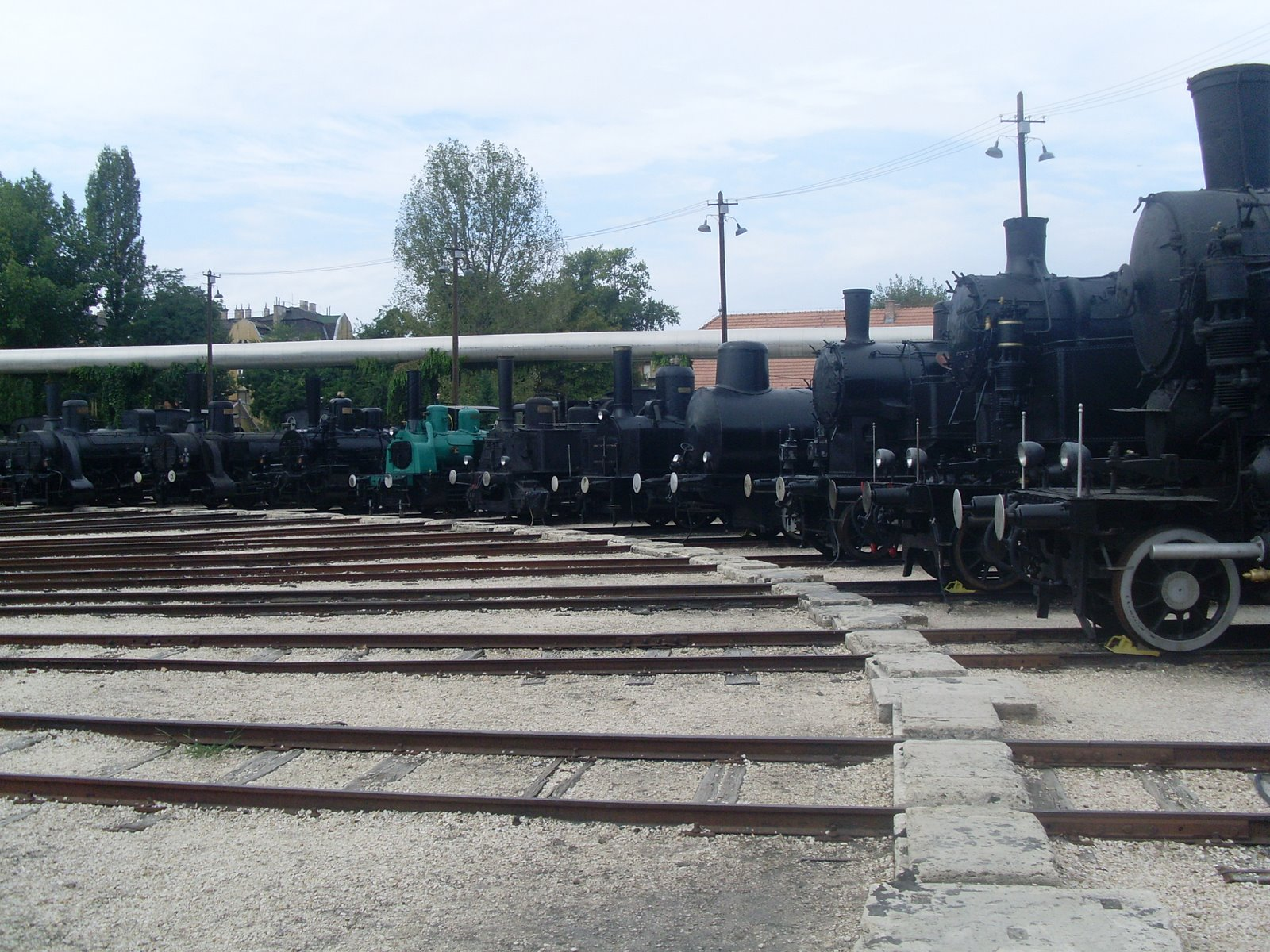
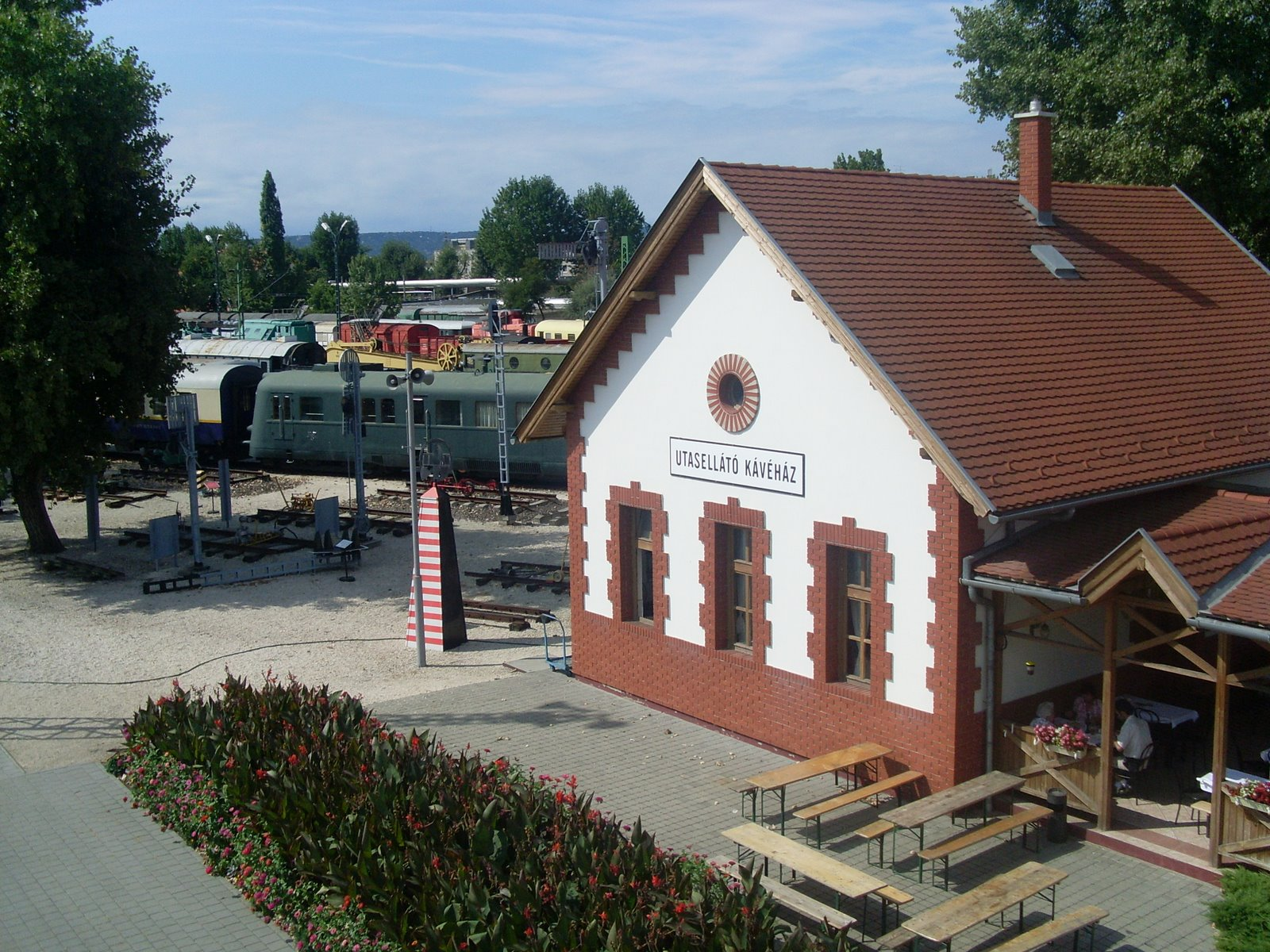
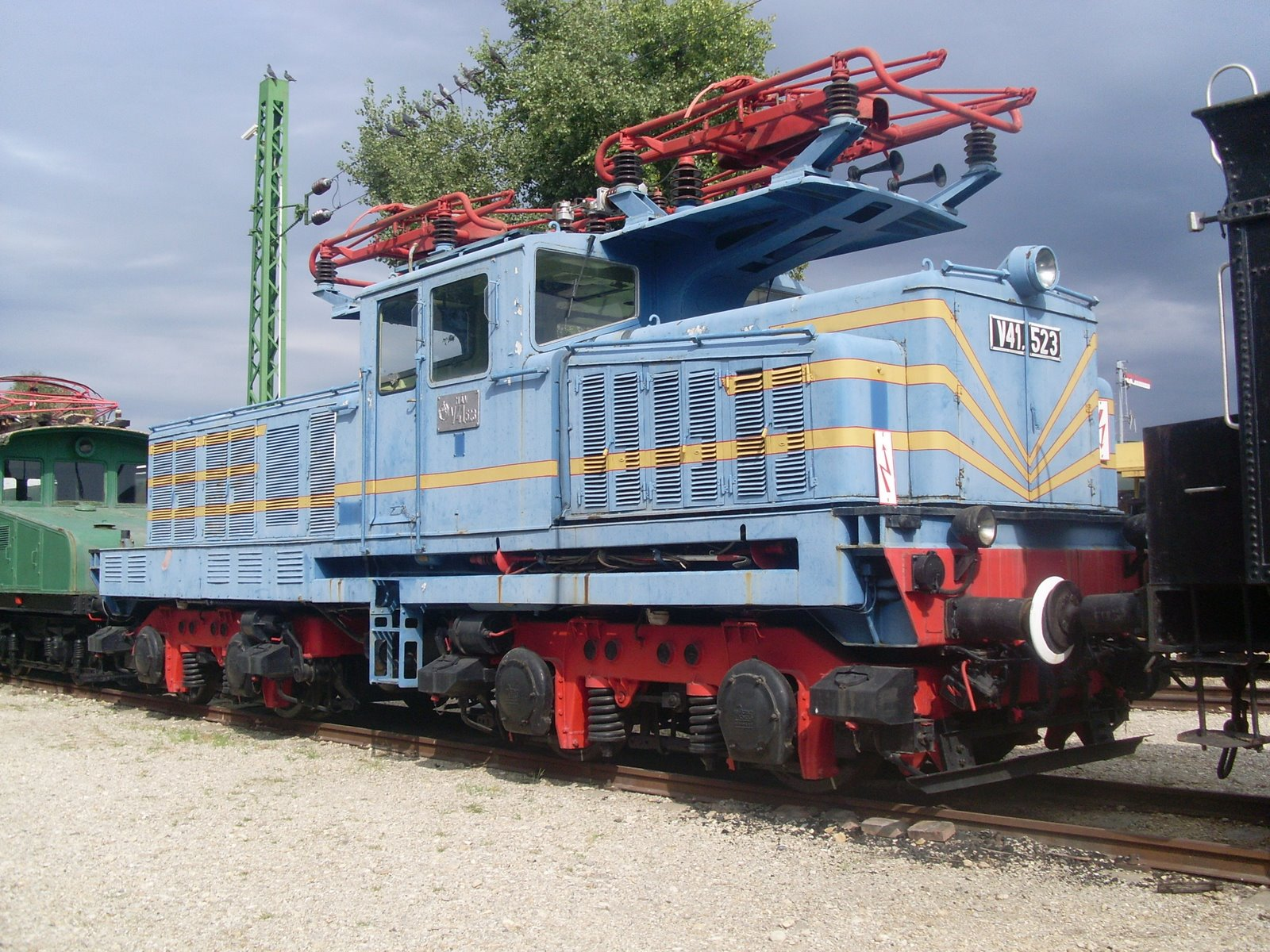
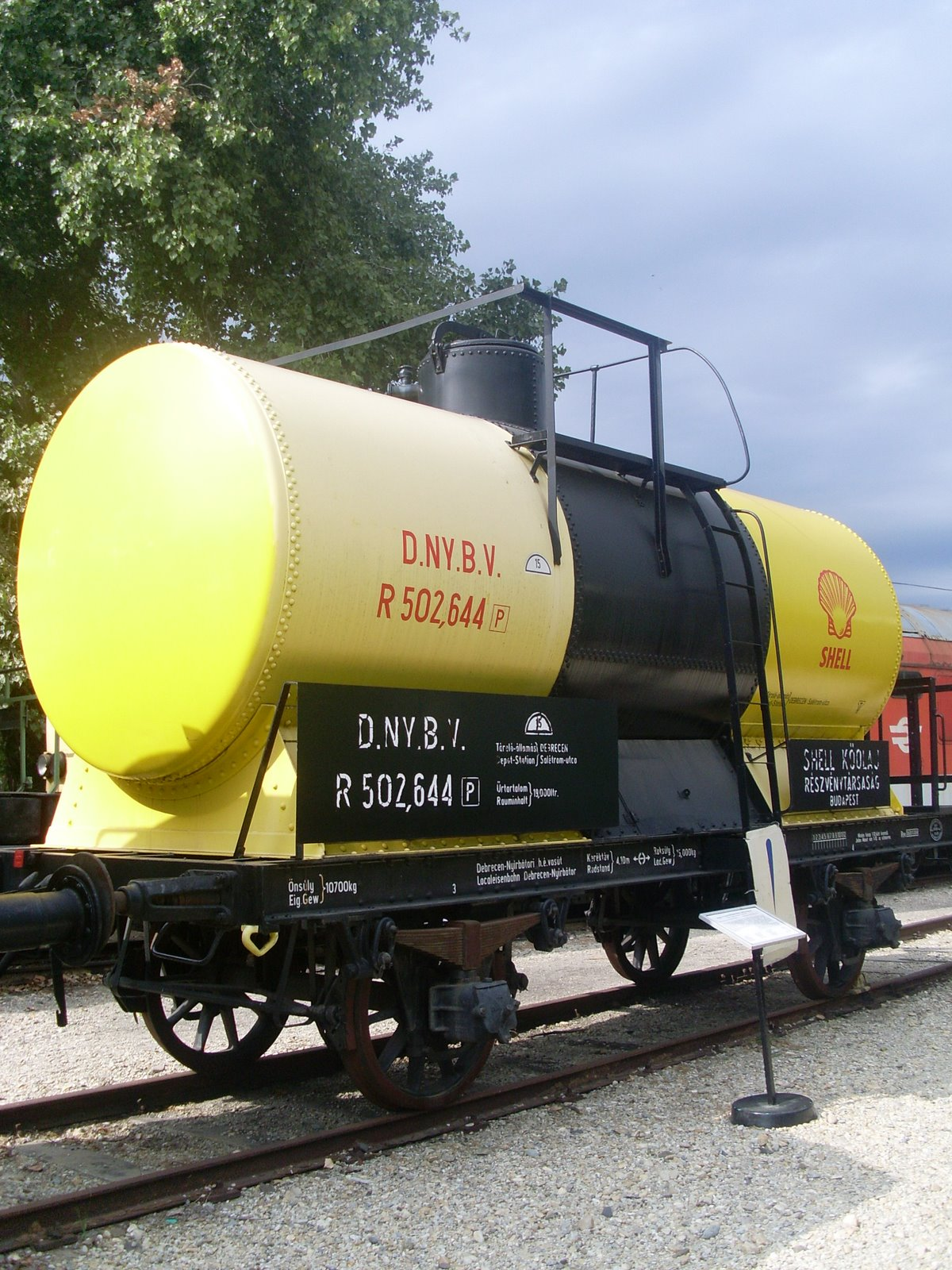
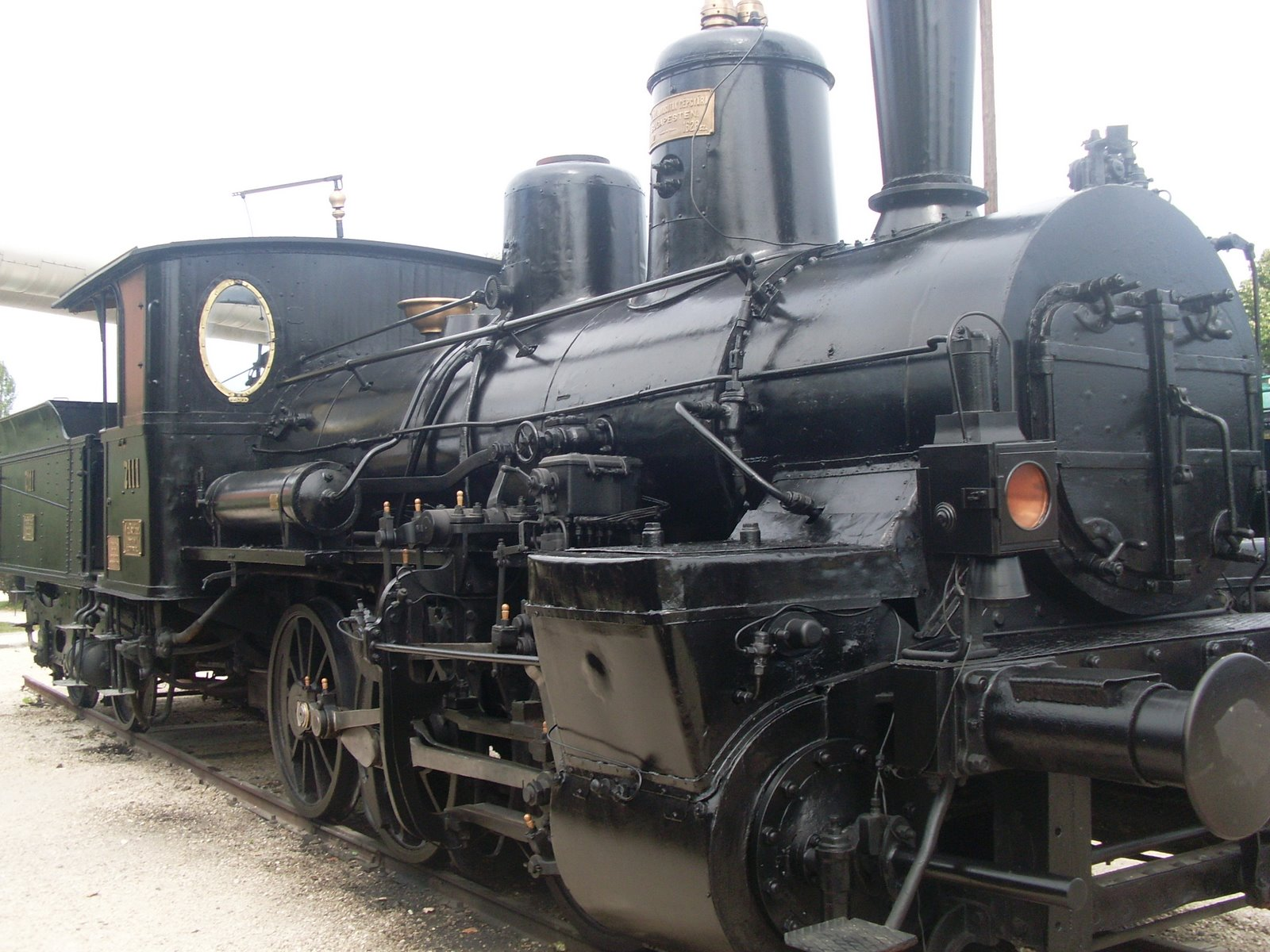
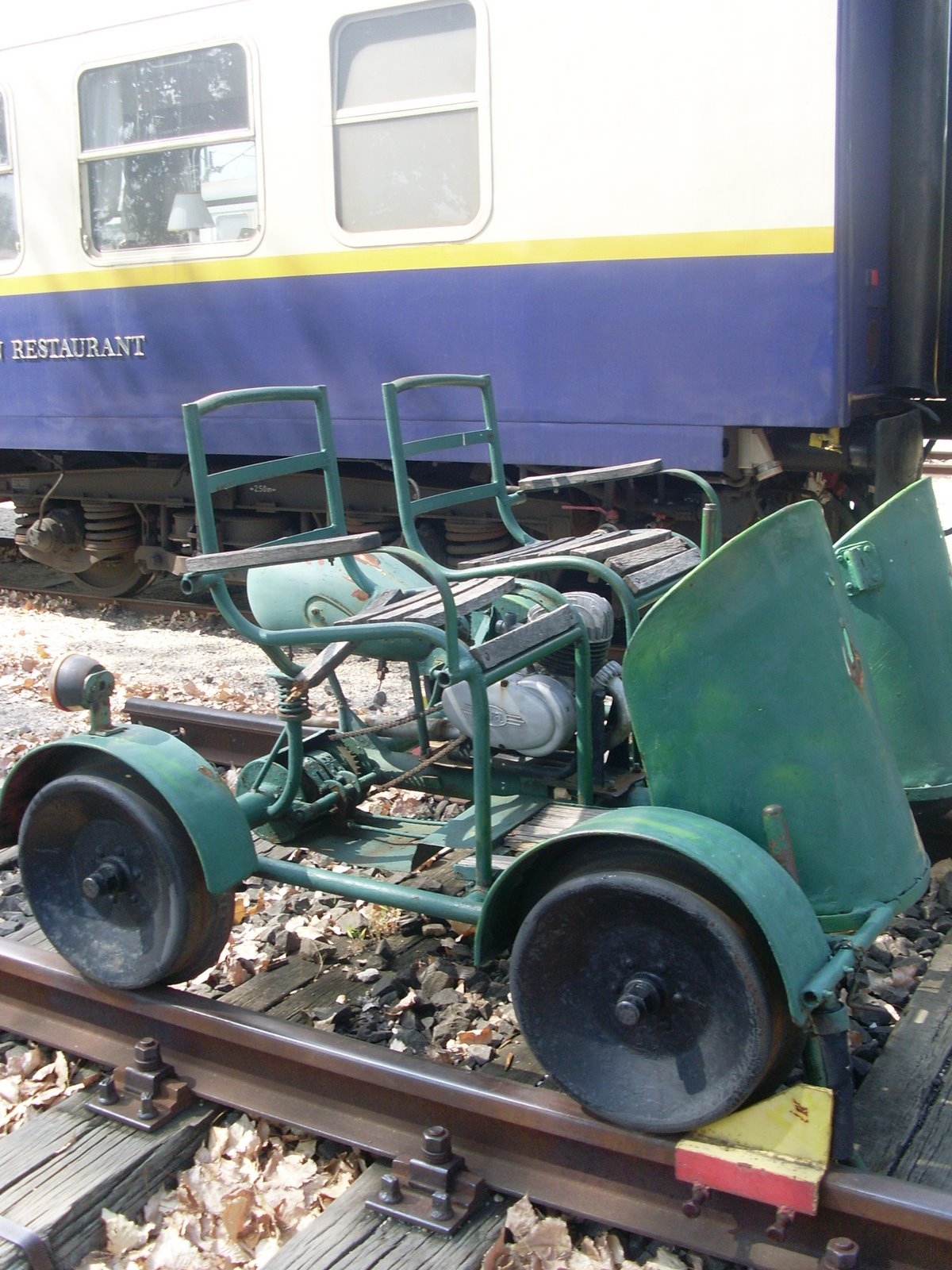
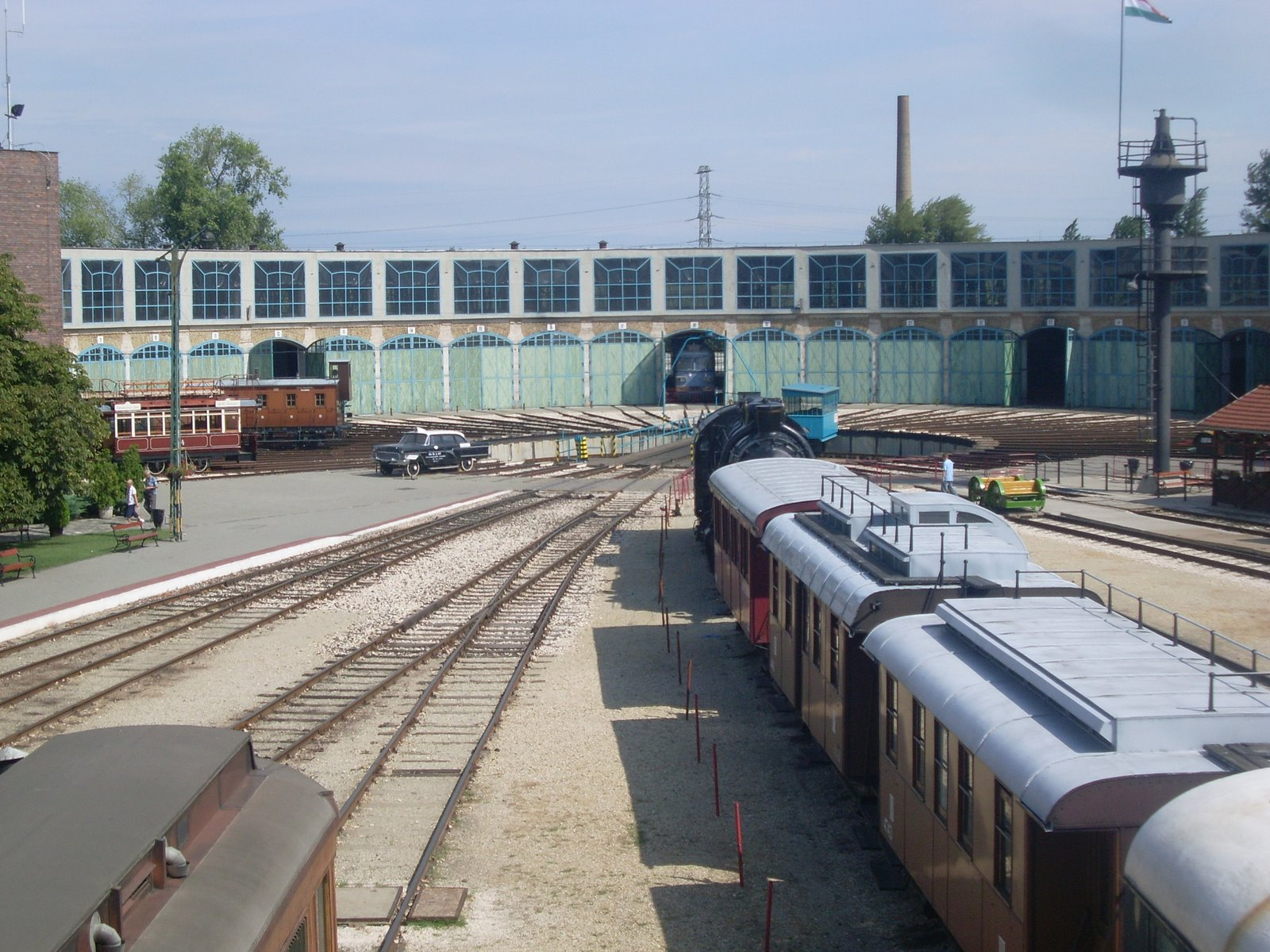
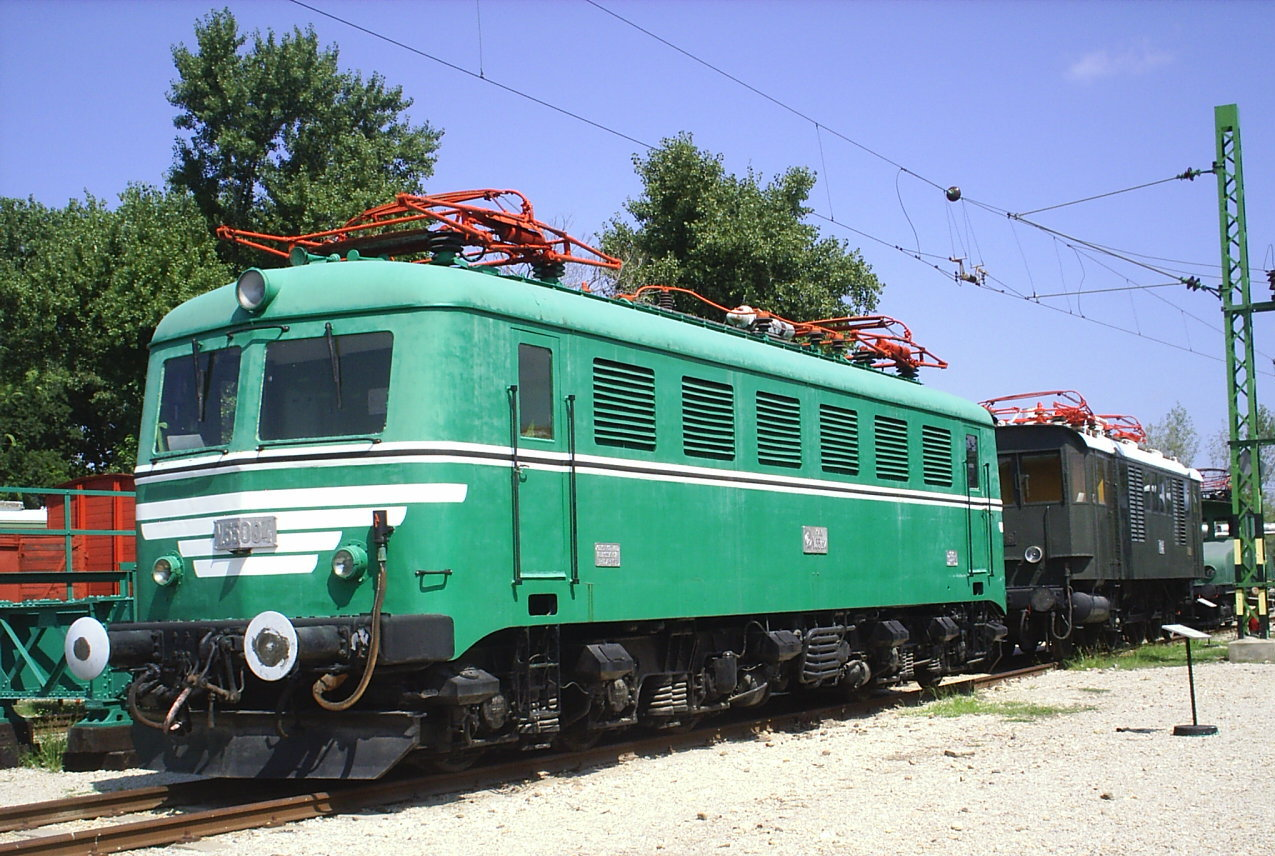
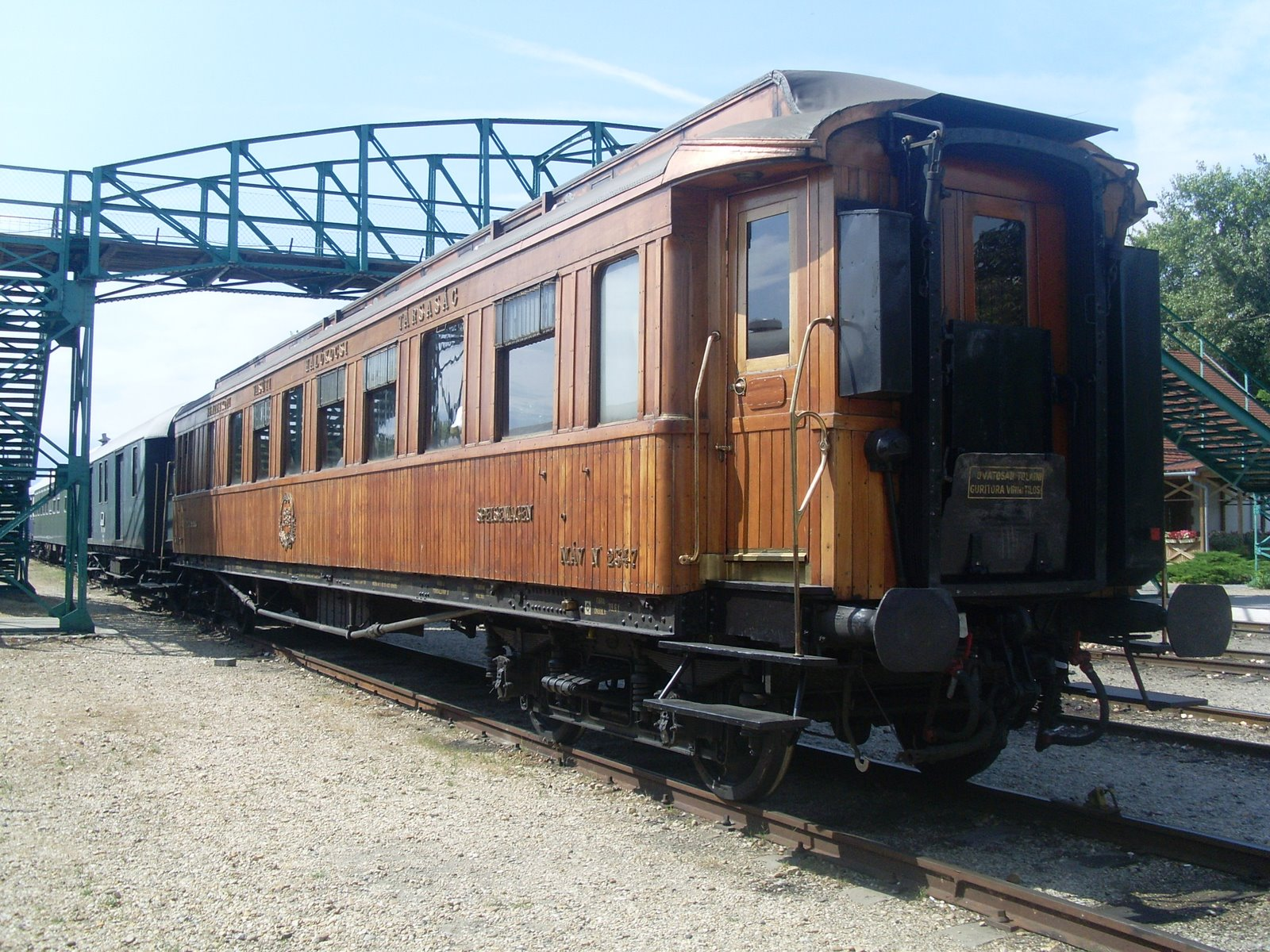
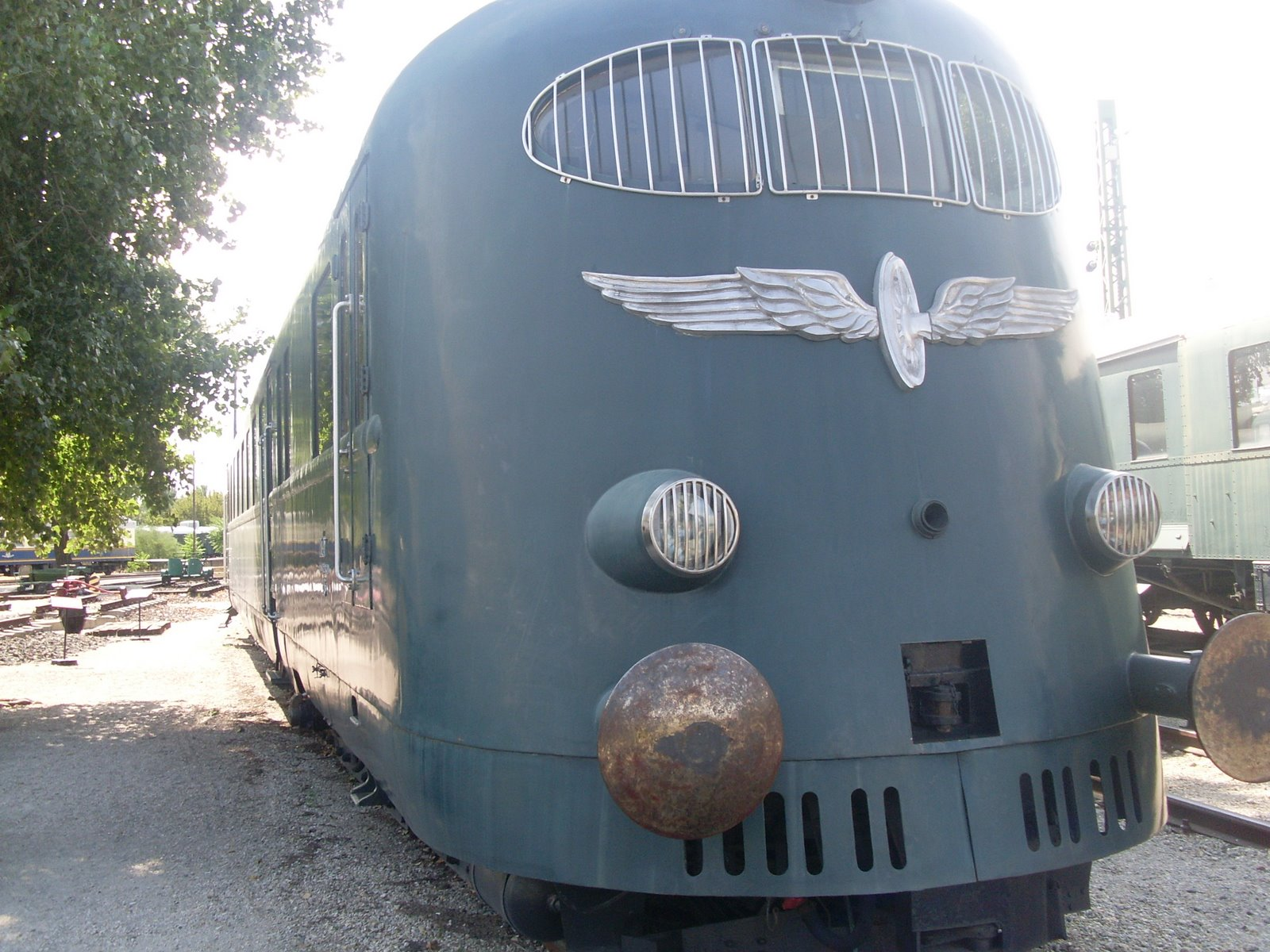
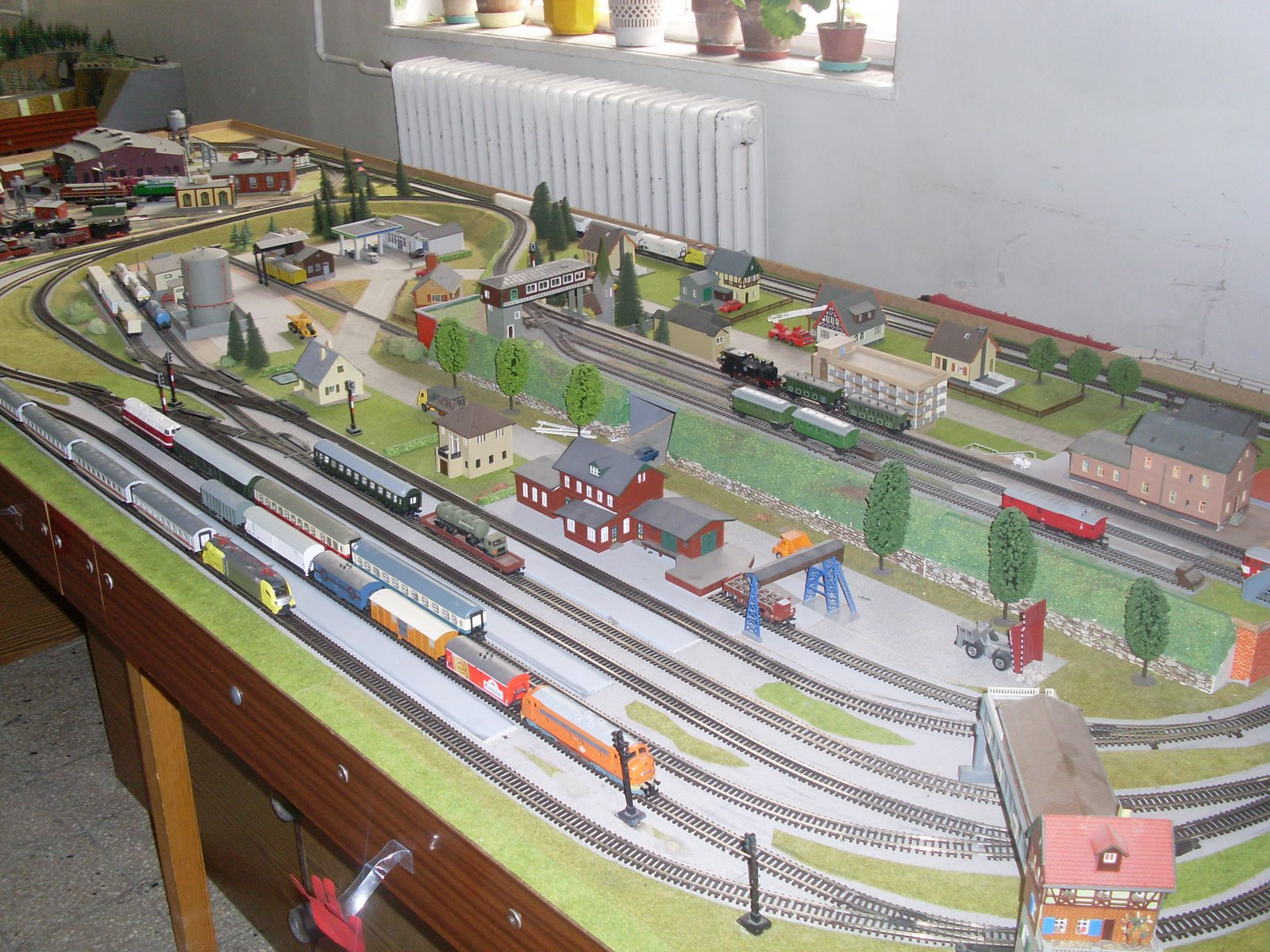